# Félix de Avelar Brotero
Félix de Avelar Brotero (Loures, 25 novembre 1744 – Lisbona, 4 agosto 1828) è stato un medico e botanico portoghese.

## Biografia
Nel 1788, per sfuggire alla Inquisizione, si rifugia in Francia  ove compie gli studi di medicina alla Università di Reims. Trascorre in Francia dodici anni durante i quali pubblica, in portoghese,  un Compendio da Botanica, opera che gli vale una discreta notorietà.
Al suo rientro in Portogallo nel 1790 viene nominato professore di Botanica e Agricoltura presso la Università di Coimbra. Diviene direttore  dell'Orto botanico della stessa città. Le sue opere Flora lusitanica (1804) e Phytographia Lusitaniae selectior (1816-1827) lo qualificano come uno dei massimi esperti della flora portoghese.
Nel 1820 viene eletto deputato. Continua a pubblicare sino alla età di 83 anni: tra le sue ultime opere una memoria sulla desertificazione delle isole di Capo Verde, un trattato sulla patata dolce e uno sulle conifere.
In suo omaggio è stata fondata la Sociedade Broteriana, accademia scientifica che attraverso il suo Boletim ha assunto una notevole importanza nello sviluppo della Botanica in Portogallo. Kurt Sprengel (1766-1833) ha dedicato alla sua memoria il genere Brotera della famiglia delle Compositae.

## Principali opere
- Principios de agricultura philosophica. Coimbra: Imp. da Universidade, 1793.
- Flora Lusitanica: seu plantarum, quae in Lusitania vel sponte crescunt: vel frequentuns colunter, ex florum praesertim sexuleus systematic distributarum: synopsis. Olissipone: Ex Typogr. Regia, 1804. 2 vols.
- Phytographia Lusitaniae selectior..., seu Novarum, rariorum, et aliarum minus cognitarum stirpium, quae in Lusitania sponte' veniunt, ejusdemque floram spectant, descriptiones iconibus illustratae. Olisipone: Typographia Regia, 1816-27. 2 tomos.
- Compêndio de botânica: addicionado e posto em harmonia com os contrecimentos actuaes desta sciencia, segundo os botanicos mais celebres, como Mirbel, De Candolle, Richard, Lecoq, e outros, por Antonio Albino da Fonseca Benevides. Lisboa: Typ. Academia Real das Sciencias 1837-1839. 2 vols.